# Fria Tider
Fria Tider är en svenskspråkig nättidning. Den är fristående och beskriver sig som frihetligt konservativ. Fria tider har i en rapport utgiven av Statens medieråd klassificerats som "en del av den radikala högerpopulistiska nätmiljön". Den omnämns även som invandringskritisk.
Tidningen ägs av det estniska aktiebolaget FT News Group OÜ med säte i Tallinn, där även dess internetservrar är placerade. Fria Tider, som saknar svenskt utgivningsbevis, publiceras enbart på webben och finansieras genom prenumerationsintäkter, donationer samt intäkter från reklam.
I början på 2017 presenterades en granskning av sajten Granskning Sverige och i den framkom det att tidningens ägare FT News Group OÜ fått domännamnet granskningsverige.se överlåtet till sig, och att det fanns ett samarbete mellan Fria Tider och Granskning Sveriges nätaktivister.

## Historia
Fria Tider grundades 2009 av dess nuvarande chefredaktör Widar Nord. Man beskrev sig ursprungligen som en ”nättidning som djupgranskar och bevakar ämnen som får snålt med utrymme i övrig svensk press” och publicerade dagliga artiklar och blogginlägg med Wordpress som teknisk plattform. Europaforskaren Niklas Bernsand noterade att Fria Tider vid denna tid utgjorde en av flera "högprofilerade och kontroversiella nyhetssidor" som kom att startas i Sverige under början av 2000-talet, med det mer eller mindre uttalade syftet att utmana etablerad media i frågor om så kallad politisk korrekthet. Rapporteringen fokuserade enligt Bernsand på vad upphovsmännen bakom de nya mediesajterna betraktade som en ”farlig politiskt korrekt hegemoni i frågor som invandring, feminism och kulturmarxism” i Sverige och andra europeiska länder.
Under valrörelsen 2014 ökade Fria Tiders räckvidd kraftigt. Enligt Sifos medie- och målgruppsundersökning Orvesto Konsument uppgick trafiken vid enskilda tillfällen under augusti och september månad 2014 till mellan 400 000 och en halv miljon unika besökare om dagen.
Enligt mätföretaget siteworthtraffic har sajten ungefär 3 200 besökare per dag (februari 2020).

## Verksamhet
Fria Tider publicerar dagliga nyhetsartiklar i kategorierna inrikes, utrikes, ekonomi, vetenskap och kultur. I kategorin opinion publicerar man kolumner, debattartiklar och ledare samt kortare politiska kommentarer i en särskild ledarblogg. Tidningen menar att deras arbetssätt är att "titta hur etablerad media gör – och därefter göra tvärtom".
Bland de personer som medverkat i Fria Tider märks finansmannen Carl Lundström, affärsmannen Patrik Brinkmann och juristen Tobias Ridderstråle. Tidningen publicerar även artiklar av utländska skribenter som Pat Buchanan, Paul Gottfried, Roger Scruton, John Pilger, Paul Craig Roberts och Ron Paul. Som källa har Fria Tider citerats av bland annat tidskriften Time, Dagens Nyheter, Daily Mail, Huffington Post, Ria Novosti och National Review.

### Politisk inriktning
Fria Tider beskriver sig som frihetligt konservativ och uppger att man hämtar inspiration från paleokonservatism och paleolibertarianism. Tidningen klassificeras i en rapport utgiven av Statens medieråd som "en del av den radikala högerpopulistiska nätmiljön" och anses ha ett uppenbart rasistiskt, främlingsfientligt och islamofobiskt innehåll.
Fria Tider har av Expo beskrivits som högerextrem, främlingsfientlig och rasistisk. Samhällsforskaren Mats Deland har hävdat att Fria Tider är en av flera nya webbplatser som, tillsammans med organiserade kampanjer i tidningars kommentarsfält, kommit att förskjuta diskussionsklimatet i Sverige på ett sätt som föranlett krav på lagändringar.
Tidningen förespråkar en liten stat och har bland annat vänt sig emot skattefinansierade vinster i välfärden. Fria Tider intar en kritisk inställning till svensk invandringspolitik och till de etablerade medierna. I utrikesfrågor har tidningen hållit en icke-interventionistisk linje och bland annat motsatt sig svenskt deltagande i internationella insatser i länder som Afghanistan, Libyen och Syrien.  Fria Tider har i skarpa ordalag kritiserat de svenska myndigheternas hantering av Assangeaffären och anklagat svenska massmedier för att bedriva en smutskastningskampanj mot Julian Assange.

### Granskning Sverige
I februari 2017 framkom det att tidningens ägare FT News Group OÜ även hade fått överta domännamnet till vad som i reportaget kallas "trollfabriken" Granskning Sverige, där Fria tiders chefredaktör Widar Nord är kontaktperson. Domänen registrerades av Jim Olsson som senare förde över domänen till Fria tider. Fria Tider och Granskning Sverige hävdar att det inte finns en stark koppling mellan dem och att de endast samarbetat kring domännamnet granskningsverige.se och köp av viss researchmaterial. Huvudman för nätverket Granskning Sverige är Fabian Fjälling.
Granskning Sverige koordinerar enligt en artikel i Eskilstunakuriren mail- och telefonattacker mot bland annat nyhetsredaktioner och betalar enligt tidningen anonyma uppringare att hota och spela in intervjuer med journalister och andra personer med samhällsansvar, som sedan redigeras om för att få de intervjuade att framstå i dålig dager genom att klippa och klistra i materialet. Dessa redigerade intervjuer publiceras sedan på Youtube och högerextrema sidor. Journalisten Mathias Ståhle menar att man kan kategorisera Granskning Sverige som en trollfabrik dels på grund av graden av organisering där webbplatsen är utformad som en manual i trollning för nybörjare och dels för att medlemmarna i nätverket erbjuds betalning för att trolla och påverka.
Avslöjandet av Granskning Sveriges koppling till Fria Tider resulterade enligt SVT i en anonym hatstorm mot Eskilstunakuriren. Mathias Ståhle och Eskilstunakuriren tilldelades 2017 Guldspaden för reportaget om Granskning Sverige.

### Kritik
Under oroligheterna i Ukraina 2014 publicerade Fria Tider en huvudledare där de västerländska mediernas rapportering om polisiärt övervåld från Viktor Janukovytj regim avfärdades som ”politisk propaganda för att bli av med en regering som står i vägen för USA:s och EU:s maktambitioner i öst.” Från Centrum för Europaforskning vid Lunds universitet kritiserades Fria Tider av forskaren Niklas Bernsand, som menade att tidningen ”uttryckligen valt att ge sitt stöd till den ryska linjen” i frågan.